# طوطی رخ‌سفید
طوطی رخ‌سفید یا آمازون کاوال (نام علمی: Amazona kawalli) نام یک گونه از سرده طوطی آمازون است.